# Felice, Cipriano e compagni martiri
I santi Felice, Cipriano e compagni martiri, sono 4.966 cristiani uccisi in Africa nel 484 durante la persecuzione ordinata da Unnerico, re dei Vandali.

## Storia
Unnerico, re dei Vandali dal 477 al 484, era il figlio maggiore di Genserico; mentre il padre si era dimostrato tollerante con i cattolici, il figlio, dopo un iniziale periodo di benevolenza, verso la fine del suo regno scatenò contro di loro una feroce persecuzione. Dopo avere ordinato ai sudditi cattolici, il 24 febbraio 484, il passaggio all'arianesimo entro il 1º giugno, al loro rifiuto decretò l'applicazione di tutte le disposizioni emanate dagli imperatori romani contro gli eretici, deportandoli in Corsica e in campi di concentramento nell'entroterra africano, dove i sopravvissuti alle durissime condizioni di prigionia nel deserto furono torturati e bruciati vivi sul rogo, subendo il martirio in quella che fu una delle più crudeli persecuzioni della storia della cristianità.
Le vittime furono 4.966, tra vescovi, presbiteri, diaconi e semplici fedeli; fra loro sono ricordati anche i vescovi Felice e Cipriano. Il numero delle vittime è superiore a quello relativo alla grande persecuzione di Diocleziano (303), nella quale, secondo gli storici moderni, morirono da 3.000 a 3.500 cristiani. Unnerico, verso la fine del 484, fu colpito dalla peste, considerata dai cattolici una punizione divina per le sue persecuzioni, morendo in pochi giorni il 23 dicembre del medesimo anno. Il suo successore, il nipote Gutemondo, pur professando come il suo predecessore la religione ariana, cessò le persecuzioni dei cattolici, provocando il loro ritorno in massa sulle coste dell'Africa settentrionale. L'Historia persecutionis Africanae Provinciae, temporibus Geiserici et Hunirici regum Wandalorum, scritta dal vescovo cattolico Vittore di Vita, rappresenta la principale testimonianza contemporanea sulla persecuzione.

## Culto
il Martirologio Romano ricorda questo gruppo di martiri il 12 ottobre: